# Afrikaspiele 2003/Badminton (Mannschaft)
Badminton wurde bei den Afrikaspielen 2003 vom 5. bis 13. Oktober 2003 in der Ladi Kwali Hall im Sheraton Hotel in Abuja gespielt. Folgend die Ergebnisse der Mannschaften.

## Zeitplan
| Datum                     | Zeit  | Event        |
| ------------------------- | ----- | ------------ |
| Sonntag, 5. Oktober 2003  | 14:00 | Gruppenphase |
| Montag, 6. Oktober 2003   | 14:00 | Gruppenphase |
| Dienstag, 7. Oktober 2003 | 14:00 | Halbfinale   |
| Mittwoch, 8. Oktober 2003 | 14:00 | Finale       |

## Gruppenphase

### Gruppe A
| Platz | Team      | Pld | W | L | MF | MA | MD  | GF | GA | GD  | PF  | PA  | PD   | Pts | Qualifikation |
| ----- | --------- | --- | - | - | -- | -- | --- | -- | -- | --- | --- | --- | ---- | --- | ------------- |
| 1     | Südafrika | 2   | 2 | 0 | 9  | 1  | +8  | 18 | 2  | +16 | 265 | 127 | +138 | 2   | Q             |
| 2     | Mauritius | 2   | 1 | 1 | 6  | 4  | +2  | 12 | 8  | +4  | 227 | 179 | +48  | 1   | Q             |
| 3     | Ägypten   | 2   | 0 | 2 | 0  | 10 | −10 | 0  | 20 | −20 | 98  | 284 | −186 | 0   |               |

### Gruppe B
| Platz | Team       | Pld | W | L | MF | MA | MD  | GF | GA | GD  | PF  | PA  | PD   | Pts | Qualifikation |
| ----- | ---------- | --- | - | - | -- | -- | --- | -- | -- | --- | --- | --- | ---- | --- | ------------- |
| 1     | Nigeria    | 2   | 2 | 0 | 10 | 0  | +10 | 20 | 1  | +19 | 296 | 106 | +190 | 2   | Q             |
| 2     | Seychellen | 2   | 1 | 1 | 5  | 5  | 0   | 11 | 10 | +1  | 225 | 191 | +34  | 1   | Q             |
| 3     | Kenia      | 2   | 0 | 2 | 0  | 10 | −10 | 0  | 20 | −20 | 60  | 284 | −224 | 0   |               |

## Endrunde
|  | Halbfinale | Halbfinale | Halbfinale |  |  | Finale | Finale    | Finale |
|  |            |            |            |  |  |        |           |        |
|  |            |            |            |  |  |        |           |        |
|  | A1         | Südafrika  | 3          |  |  |        |           |        |
|  | B2         | Seychellen | 0          |  |  |        |           |        |
|  |            |            |            |  |  | A1     | Südafrika | 3      |
|  |            |            |            |  |  | B1     | Nigeria   | 2      |
|  | A2         | Mauritius  | 0          |  |  |        |           |        |
|  | B1         | Nigeria    | 3          |  |  |        |           |        |
|  |            |            |            |  |  |        |           |        |